# ایستگاه فینچ وست
ایستگاه فینچ وست (انگلیسی: Finch West station) یک ایستگاه مترو در خط ۱ یانگ–یونیورسیتی متروی تورنتو است. در زیر خیابان کیله، شمال خیابان فینچ غربی واقع شده‌است. وقتی خط ۶ فینچ وست در سال ۲۰۲۳ افتتاح شود، به عنوان پایانه شرقی آن خط عمل خواهد کرد.